# Utica (Town, Crawford County)
Die Town of Utica ist eine von elf Towns im Crawford County im US-amerikanischen Bundesstaat Wisconsin. Im Jahr 2010 hatte die Town of Utica 661 Einwohner.
Town hat in Wisconsin eine grundlegend andere Bedeutung, als im übrigen englischsprachigen Bereich. Vielmehr entspricht sie den in den anderen US-Bundesstaaten üblichen Townships, die nach dem County die nächstkleinere Verwaltungseinheit bilden.

## Geografie
Die Town of Utica liegt im Südwesten Wisconsins. Im Osten wird die Town zum Teil vom Kickapoo River begrenzt, einem rechten Nebenfluss des in den Mississippi mündenden Wisconsin River. Der Schnittpunkt der drei Bundesstaaten Wisconsin, Iowa und Minnesota liegt rund 30 km nordwestlich.
Die geografischen Koordinaten des Zentrums der Town of Utica sind 43°22′10″ nördlicher Breite und 90°54′40″ westlicher Länge. Sie erstreckt sich über eine Fläche von 140,1 km². Im Südwesten wird die selbstständige Gemeinde Mount Sterling vollständig von der Town umschlossen, ohne dieser anzugehören. Im Südosten der Town grenzen die selbstständige Gemeinden Gays Mills und Bell Center an.
Die Town of Utica liegt im Norden des Crawford County und grenzt an folgende Nachbartowns:
| Town of Sterling (Vernon County) | Town of Franklin (Vernon County)            | Town of Kickapoo (Vernon County)             |
| Town of Freeman                  | Kompassrose, die auf Nachbargemeinden zeigt | Town of Clayton                              |
| Town of Seneca                   | Town of Haney                               | Village of Gays Mills Village of Bell Center |

## Verkehr
Durch die Town führt in Nord-Süd-Richtung der Wisconsin State Highway 27, der in Mount Sterling den in West-Ost-Richtung verlaufenden Wisconsin State Highway 171 kreuzt. Daneben führen noch die County Highways B, C und J durch das Gebiet der Town of Utica. Alle weiteren Straßen sind untergeordnete Landstraßen sowie teils unbefestigte Fahrwege.
Mit dem Prairie du Chien Municipal Airport befindet sich rund 50 südsüdwestlich ein kleiner Flugplatz. Die nächsten Verkehrsflughäfen sind der Dubuque Regional Airport in Iowa (rund 140 km südlich), der La Crosse Regional Airport (rund 80 km nordnordwestlich) und der Dane County Regional Airport in Wisconsins Hauptstadt Madison (rund 160 km östlich).

## Bevölkerung
Nach der Volkszählung im Jahr 2010 lebten in der Town of Utica 661 Menschen in 267 Haushalten. Die Bevölkerungsdichte betrug 4,7 Einwohner pro Quadratkilometer. In den 267 Haushalten lebten statistisch je 2,48 Personen.
Ethnisch betrachtet setzte sich die Bevölkerung zusammen aus 98,0 Prozent Weißen, 0,2 Prozent (eine Person) Afroamerikanern, 0,2 Prozent amerikanischen Ureinwohnern sowie 1,1 Prozent Asiaten; 0,6 Prozent stammten von zwei oder mehr Ethnien ab. Unabhängig von der ethnischen Zugehörigkeit waren 0,9 Prozent der Bevölkerung spanischer oder lateinamerikanischer Abstammung.
22,4 Prozent der Bevölkerung waren unter 18 Jahre alt, 57,9 Prozent waren zwischen 18 und 64 und 19,7 Prozent waren 65 Jahre oder älter. 48,1 Prozent der Bevölkerung war weiblich.
Das mittlere jährliche Einkommen eines Haushalts lag bei 45.114 USD. Das Pro-Kopf-Einkommen betrug 20.020 USD. 9,8 Prozent der Einwohner lebten unterhalb der Armutsgrenze.

## Ortschaften in der Town of Utica
Neben Streubesiedlung existieren in der Town of Utica noch folgende gemeindefreie Siedlungen:
- Fairview
- Pine Knob
- Rising Sun
- Towerville